# Hans Jacob Hansteen
Hans Jacob Hansteen (* 11. April 1938 in Stavanger) ist ein norwegischer Architekt und Denkmalpfleger.
Hansteen absolvierte 1961 die Norwegische Technische Hochschule in Trondheim und lehrte daselbst 1977–95 als Professor. 1993–2003 war er als Denkmalpfleger in Oslo tätig. Hansteen entfaltete auch eine weit gespannte schriftstellerische Tätigkeit und war in einer Vielzahl öffentlicher Institutionen und Beiräte tätig. Bekannt wurden seine Restaurierungs- und Wiederaufbauarbeiten im alten Hanseviertel Bryggen von Bergen.